# بلینتزاگو نووارزه
بلینتزاگو نووارزه (به ایتالیایی: Bellinzago Novarese) یک کومونه در ایتالیا است که در استان نووارا واقع شده‌است.

## خصوصیات
بلینتزاگو نووارزه ۳۹٫۴ کیلومترمربع مساحت و ۸٬۷۱۸ نفر جمعیت دارد و ۱۹۲ متر بالاتر از سطح دریا واقع شده‌است.

## نگارخانه

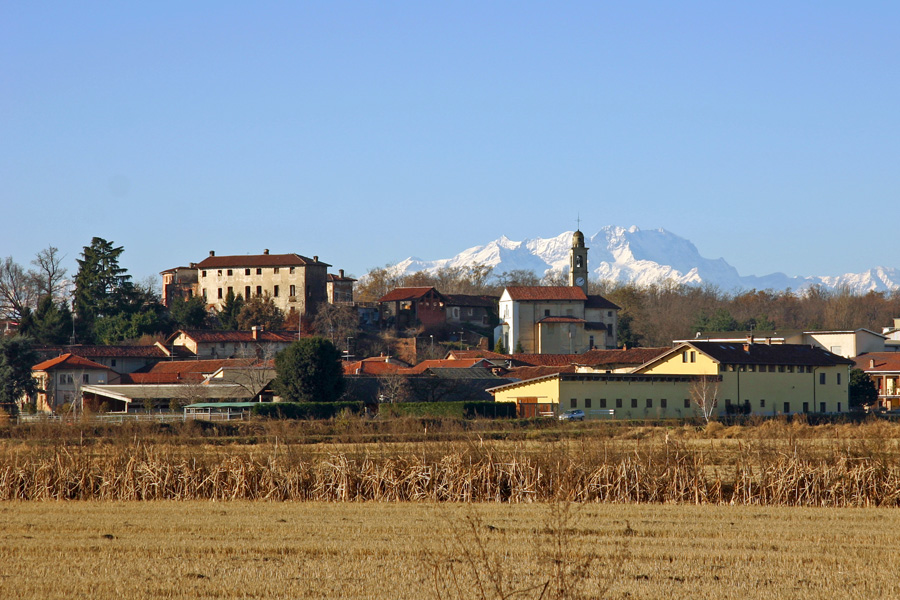
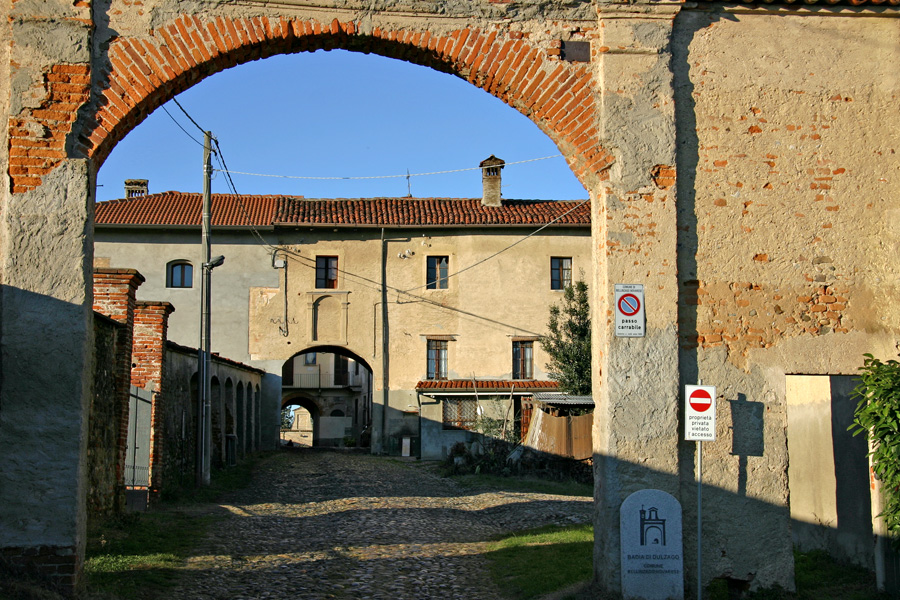